# Крист (Бреша)
Крист је насеље у Италији у округу Бреша, региону Ломбардија.
Према процени из 2011. у насељу је живело 676 становника. Насеље се налази на надморској висини од 314 м.